# Rocha reservatório
Rocha reservatório é uma formação que ocorre após a produção do petróleo nos póros de rochas sedimentares, Em geral arenitos e calcários fraturados, resultante da decomposição da matéria orgânica e de algumas condições fisico-químicas (TTP- tempo, temperatura, pressão) haverá sua migração para outras regiões, onde dar-se-á o seu acúmulo.
Em geral o local de acúmulo é formado por rochas porosas e permeáveis permitindo que o petróleo seja acumulado e extraído. Quando seu acúmulo ocorre em regiões com presença de água o petróleo será acondicionado sobre a água e o gás produzido na rochas reservatório ficarão na parte mais superior do reservatório, por motivos óbvios. Quanto menor a distância das rochas geradoras para a região do reservatório menor será a perda pelo seu transporte. Distâncias elevadas implicam na dissipação de parte do petróleo durante seu trajeto.

## Características
As rochas que propiciam os reservatórios de combustíveis fósseis caracterizam-se por apresentar vazios, poros e fissuras interligados e pelos quais possa haver a circulação de hidrocarbonetos e a água. Tais características petrofísicas serão resultado de toda o histórico geológico dos sedimentos que as constituem e particularmente das condições nas quais ocorreram as sedimentações e os fenômenos de diagênese. Caso as camadas sedimentares que cobrem a rocha reservatório, armadilha geológica, no ramo da indústria do petróleo "trapa", não apresentarem impermeabilidade, os hidrocarbonetos ascenderão à superfície, oxidam-se pela atmosfera (rica em oxigênio) e ação da radiação ultravioleta solar e tempo e se dispersarão, embora tal caso seja pouco frequente, como evidenciado nas fossas de petróleo, sendo mais frequente a existência no subsolo de sobreposição de camadas porosas e permeáveis e camadas impermeáveis.